# Dani Mallo
Dani Mallo Castro (Cambre, 25 gennaio 1979) è un ex calciatore spagnolo, di ruolo portiere.

## Carriera
Cresce nel Deportivo La Coruña dove trova poco spazio e viene utilizzato come terzo portiere.
Nel 2003 viene ceduto in prestito all'Elche dove l'allenatore Oscar Ruggeri lo inserisce nella formazione titolare. Con l'Elche colleziona 38 presenze in Segunda División. Terminato il prestito rientra al Deportivo. Nel 2006 viene acquistato dal Braga. A causa di un infortunio del portiere titolare Paulo Santos Mallo gioca la prima metà del campionato portoghese collezionando 8 presenze con la maglia "Arsenalistas". Nel gennaio 2009 si trasferisce al Falkirk dove gioca 15 partite nel campionato scozzese contribueno alla salvezza dei "Bairns". A fine stagione non rinnova il contratto e lascia la squadra. Si trasferisce così al Girona, facendo il secondo ad Albert Jorquera; dopo il ritiro di quest'ultimo diventa portiere titolare degli "Albirrojos".

## Palmarès

### Club

#### Competizioni nazionali
- Campionato spagnolo: 1

Deportivo: 1999-2000
- Coppa di Spagna: 1

Deportivo: 2001-2002
- Supercoppa di Spagna: 2

Deportivo: 2000, 2002
- Indian Super League: 1

Atlético de Kolkata: 2016